# Гультаєво
Гультаєво (пол. Hultajewo) — село в Польщі, у гміні Єленево Сувальського повіту Підляського воєводства.
Населення — 67 осіб (2011).
У 1975-1998 роках село належало до Сувальського воєводства.

## Демографія
Демографічна структура станом на 31 березня 2011 року:
|          | Загалом | Допрацездатний вік | Працездатний вік | Постпрацездатний вік |
| -------- | ------- | ------------------ | ---------------- | -------------------- |
| Чоловіки | 27      | 6                  | 16               | 5                    |
| Жінки    | 40      | 10                 | 20               | 10                   |
| Разом    | 67      | 16                 | 36               | 15                   |